# John Topham
John Topham (1746–1803) est un fonctionnaire anglais, bibliothécaire et antiquaire.

## Biographie
Né le 6 janvier 1746 à Elmly près de Huddersfield, il est le troisième fils de Matthew Topham (mort en 1773), vicaire de Withernwick et Mappleton dans le Yorkshire, et de sa femme Ann, fille de Henry Willcock de Thornton à Craven. John Topham part à Londres alors qu'il est encore jeune avec une nomination mineure sous Philip Carteret Webb, avocat au Trésor. Par influence, il obtient une place au bureau du State Paper avec Sir Joseph Ayloffe (en) et Thomas Astle.
Le 5 février 1771, Topham est admis à Lincoln's Inn et, le 5 avril 1779, il est élu membre de la Royal Society. En mai 1781, il est nommé sous-gardien des papiers de l'État et, en avril 1783, commissaire aux faillites. Le 19 mars 1787, il devient conseiller de Gray's Inn et, le 29 novembre, il est élu trésorier de la Society of Antiquaries of London, à laquelle il a été admis comme Fellow en 1767. Vers 1790, il devient bibliothécaire de l'archevêque de Cantorbéry, succédant à Michael Lort (en). Il remplit également les fonctions de registraire à l'organisme de bienfaisance pour le soulagement des veuves pauvres et des enfants des ecclésiastiques (maintenant connu sous le nom de Corporation des fils et amis du clergé) et de trésorier à l'école de charité des orphelins.
Topham meurt sans descendance à Cheltenham le 19 août 1803 et est enterré dans la cathédrale de Gloucester, où un monument en marbre lui est érigé dans la nef. Le 20 août 1794, il épouse Mary, fille et cohéritière de M. Swinden de Greenwich, Kent. Son livre de comptes daté de 1810-25 est identifié dans la collection de Chawton House en 2015.

## Œuvres
Topham écrit pour Archæologia et travaille pour les journaux d'État. Avec Philip Morant, Richard Blyke et Thomas Astle, il rassemble et arrange le Rotuli Parliamentorum de 1278 à 1503, publié pour la Record Commission, dont il est secrétaire, en six volumes entre 1767 et 1777. En 1775, il édite la traduction de Francis Gregor de De Laudibus Legum Angliæ de Sir John Fortescue et (avec Richard Blyke) les rapports de John Glanville Reports of certain Cases … determined … in Parliament in the twenty-first and twenty-second years of James I, auquel il préfixe "un récit historique de l'ancien droit de déterminer les cas lors d'élections controversées". En 1781, la Society of Antiquaries publie de lui, A Description of an Antient Picture in Windsor Castle representing the Embarkation of King Henry VIII at Dover, May 31, 1520 (Londres), et en 1787, il contribue Observations on the Wardrobe Accounts of the twenty-eighth year of King Edward I [1299-1300] au Liber Quotidianus Contrarotulatoris Garderobæ publié par la Société sous sa direction.
La bibliothèque de Topham est vendue en 1804 et plusieurs de ses manuscrits sont achetés par le British Museum, comprenant les chartes de Topham, en 56 volumes, relatives aux terres concédées aux maisons religieuses en Angleterre.